# Exekuce
Exekuce (z latinského exsecutio, vykonání, provedení) neboli vykonávací řízení je nucený výkon exekučního titulu. Tím je např. vykonatelné rozhodnutí soudu, vykonatelný rozhodčí nález, notářský zápis se svolením k vykonatelnosti, vykonatelné rozhodnutí orgánu státní správy a územní samosprávy, nebo jiná vykonatelná rozhodnutí a schválené smíry a listiny, jejichž výkon připouští zákon.
Exekuce spočívá většinou ve vymožení peněžité částky od povinného (dlužníka) pro oprávněného (věřitele), případně v donucení ke splnění jiné povinnosti. Jako vykonávací řízení tedy sleduje realizaci toho, co bylo shledáno právem v řízení nalézacím, jestliže poté nedošlo k dobrovolnému plnění ze strany povinného. Mezi nalézacím a vykonávacím řízením však neexistuje bezprostřední návaznost, exekuční řízení je samostatný druh civilního procesu se specifickými procesními zásadami a instituty, v jehož průběhu navíc vznikají nové hmotněprávní vztahy. Vždy ale musí nejdříve proběhnout řízení nalézací, jehož výsledkem musí být vykonatelný exekuční titul a teprve v případě dobrovolného nesplnění takto nalezeného a oprávněnému přiznaného práva vůči povinnému lze podat návrh na zahájení exekuce. Bez návrhu oprávněného nelze vykonávací řízení zahájit.

## Exekuce v České republice
Výkon rozhodnutí je pojem zavedený v roce 1963 do občanského soudního řádu. Podle tehdejších představ šlo o vhodnější český název, než dřívější obecný termín exekuce. Ten však v lidovém povědomí přežil a od konce 20. století se k němu česká legislativa opět vrací (daňová exekuce, správní exekuce, exekuce prováděná soudními exekutory).
V České republice se rozlišují soudní výkony rozhodnutí, které provádějí soudy samy, a exekuce, které provádějí samostatní, tak zvaní „soudní exekutoři“. Významným rozdílem například je, že výkon rozhodnutí podle občanského soudního řádu zajišťuje soudní vykonavatel, který je zaměstnancem soudu, je tedy placen soudem a řízení o výkonu tohoto rozhodnutí je zpoplatněno podle zákona o soudních poplatcích. Výkon rozhodnutí podle exekučního řádu ale provádí soudní exekutor – soukromá fyzická osoba, kterou stát pověřil exekutorským úřadem, náklady exekuce platí zpravidla povinná osoba. Kromě toho své vlastní exekuce mohou provádět i finanční úřady, svěřující výkon exekuce celní správě a další správní úřady.
V exekuci bylo ke konci roku 2019 v České republice asi 790 tisíc lidí.

### Soudní výkon rozhodnutí
Podle občanského soudního řádu nemohou soudy vykonávat pouze ta rozhodnutí, která se primárně vykonávají ve správní nebo daňové exekuci. Výkon rozhodnutí lze nařídit jen na návrh oprávněného, návrh se podává k místně příslušnému okresnímu soudu, který po odstranění případných vad návrhu usnesením výkon rozhodnutí nařídí, přičemž v tomto usnesení zároveň rozhodne i o jeho dosavadních nákladech, které se pak v rámci nařízeného výkonu také vymáhají. Soud, který výkon rozhodnutí nařídil, se zároveň stará o jeho provedení. V každé věci může každý oprávněný navrhnout jiný konkrétní způsob výkonu rozhodnutí. Takže v důsledku toho může být dlužníku prováděno více výkonů současně.
Oprávněný se může vybrat podle toho, zda jde o vymožení povinnosti zaplatit peněžitou částku (exekuce na peněžité plnění), nebo o vymožení jiné povinnosti (exekuce na nepeněžité plnění), což je základním dělením i u dalších druhů exekucí. U peněžitého plnění to mohou být srážky ze mzdy, srážka z bankovního účtu, zabavení hotovosti, přikázání pohledávky (navrhuje-li oprávněný výkon rozhodnutí přikázáním pohledávky z účtu u peněžního ústavu, označí v návrhu peněžní ústav a číslo účtu, z něhož má být pohledávka odepsána), správa nemovité věci, prodej movitých věcí nebo prodej nemovitostí, postižení závodu nebo zřízení soudcovského zástavního práva k nemovitým věcem. Nepeněžitá povinnost se vymáhá vyklizením, odebráním věci, rozdělením společné věci nebo provedením prací a výkonů.
Soudní výkon rozhodnutí končí především vymožením pohledávky oprávněného a nákladů tohoto výkonu. Lze ho však ještě předtím zastavit, podle nové judikatury i po ukončeném výkonu rozhodnutí. Zákonem jsou pro to stanoveny důvody, jako je např. neexistence vykonatelného exekučního titulu, vadný exekuční titul, nevhodně zvolený způsob vymožení, také z důvodu nedostatku exekučně postižitelného majetku, anebo již došlo ke splnění vymáhané povinnosti. Jestliže by došlo jen k částečnému splnění, o které nebyla ponížena vymáhána částka, pak by se jednalo o částečné zastavení exekuce.

### Exekuce prováděná soudním exekutorem
Naopak prostřednictvím (soukromého) soudního exekutora lze vykonat libovolný exekuční titul, s výjimkou rozhodnutí ve věcech péče o nezletilé děti a ochrany proti domácímu násilí a některých cizích rozhodnutí. Exekuci provede ten soudní exekutor, kterého v exekučním návrhu označí oprávněný a který je zapsán v rejstříku zahájených exekucí, přičemž prvním úkonem takto vybraného soudního exekutora je právě zápis v zákoně stanovených údajů do tohoto rejstříku. Elektronický Rejstřík zahájených exekucí je neveřejný seznam, je spravován Ministerstvem spravedlnosti a nahlížet do něj mohou soudy, exekutorská komora a soudní exekutoři. Údaje v něm vedené se z tohoto rejstříku vymažou po uplynutí 25 let od data skončení exekuce.
Exekuční návrh podává oprávněný k soudnímu exekutorovi, kterého chce provedením exekuce pověřit. Ten jej po odstranění případných vad postoupí exekučnímu soudu, kterým je okresní soud, v jehož obvodu má povinný místo trvalého pobytu. Exekuční soud poté daného soudního exekutora pověří jejím provedením, jestliže jsou splněny zákonné předpoklady. Pověření není soudním rozhodnutím a nelze se proto proti němu odvolat, účastník řízení může uplatnit pouze návrh na zastavení zahájené exekuce. Po pověření soudní exekutor zašle povinnému do vlastních rukou (po 10 dnech od výzvy k vyzvednutí nastává fikce doručení) především vyrozumění o zahájení exekuce a výzvu ke splnění vymáhané povinnosti. Od té chvíle povinný nesmí nakládat se svým majetkem (generální inhibitorium), pokud však do 30 dnů dobrovolně splní vymáhaný nárok včetně nákladů exekuce, exekuce tím zanikne. Jinak ji soudní exekutor provede.
Soudní exekutor může v jedné věci zvolit více způsobů exekuce zároveň, pro každý z nich pak vydá zvláštní exekuční příkaz (avšak nebrání-li to účelu exekuce, musí před prodejem movitých nebo nemovitých věcí upřednostnit přikázání pohledávky z bankovního účtu). Exekuce ukládající zaplacení peněžité částky může být provedena srážkami ze mzdy a jiných příjmů, přikázáním pohledávky, prodejem (dražbou) movitých nebo nemovitých věcí, postižením závodu, zřízením exekutorského zástavního práva na nemovitých věcech, správou nemovité věci, pozastavením řidičského oprávnění. Exekuci ukládající jinou povinnost než zaplacení peněžité částky lze provést vyklizením, odebráním věci, rozdělením společné věci nebo provedením prací a výkonů. O nákladech exekuce je pak rozhodnuto v samostatném příkazu k úhradě nákladů exekuce, přičemž tyto náklady se také vymáhají v rámci již nařízené exekuce.
Podobně jako soudní výkon rozhodnutí končí exekuce především vymožením pohledávky oprávněného a nákladů exekuce, lze již však také ještě předtím ze stejných důvodů zastavit. O zastavení rozhoduje i bez návrhu soudní exekutor, pokud ale v případě podaného návrhu tomuto návrhu nevyhoví, postoupí jej exekučnímu soudu, který rozhodne s definitivní platností.

### Správní exekuce
V rámci správní exekuce nejen vymáhá správní orgán povinnost, kterou v určitém správním řízení uložil, ale návrh na zahájení může podat i libovolná osoba, které bylo vykonatelným správním rozhodnutím přiznáno určité právo, případně byl správním orgánem schválen vykonatelný smír a z tohoto smíru ji vymáhané právo plyne. Návrh na zahájení správní exekuce se podává k exekučnímu správnímu orgánu, kterým je většinou obecní úřad obce s rozšířenou působností, případně jiný obecní úřad, krajský úřad nebo i jiný správní úřad. Pokud jím je ten správní orgán, který vydal exekuční titul, pak o zahájení vykonávacího řízení, ve kterém vystupuje jako exekuční správní orgán a zároveň je v pozici oprávněného, rozhodne z úřední povinnosti.
Provedení správní exekuce se liší podle toho, zda je vymáháno peněžité plnění, nebo nepeněžité. Pro exekuci peněžitého plnění se použije stejný postup, jako u exekuce daňové. O provedení exekuce nepeněžitého plnění rozhodne exekuční správní orgán vydáním vlastního správního exekučního příkazu, který může znít na provedení náhradního výkonu v případě zastupitelného plnění, přímé vynucení v případě nezastupitelného plnění (zejména vyklizením, odebráním movité věci nebo předvedením) nebo na ukládání donucovacích pokut. O nákladech správní exekuce rozhodne exekuční správní orgán a nebudou-li povinným uhrazeny dobrovolně, budou také posléze exekučně vymáhány.

### Daňová exekuce
Daňová exekuce slouží pouze k vymáhání daňových nedoplatků a nedoplatků na pokutách, udělených v daňovém řízení. Vymáhajícím orgánem a zároveň v pozici oprávněného je správce daně, tedy finanční úřad, který kromě využití tohoto typu exekučního řízení může podat i návrh na provedení exekuce prostřednictvím soudního exekutora. Právní úprava daňové exekuce je obsažena v daňovém řádu a subsidiárně se využívá občanský soudní řád. Exekučním titulem je zde vykonatelný výkaz nedoplatků, vykonatelné rozhodnutí ukládající peněžité plnění nebo vykonatelný zajišťovací příkaz.
O zahájení daňové exekuce rozhodne z úřední povinnosti správce daně a to tak, že vydá vlastní daňový exekuční příkaz, který může znít na provedení exekuce přikázáním pohledávky, srážkou ze mzdy nebo jiného příjmu, prodejem movitých věcí, prodejem nemovitostí nebo postižením jiných majetkových práv. Náklady této exekuce se vymáhají současně s vymáhaným nedoplatkem.

## Historie
V českých zemích probíhala majetková exekuce soudního nálezu v několika fázích, při exekuci na nemovité věci se uplatňovaly ale jen první tři:
1. úmluva – upomínka k zaplacení, která musela být provedena do 3 let a 18 neděl (tzv. zemská léta), jinak byl nárok promlčen,
2. zvod – pouhé uvedení oprávněného do statku povinného, kterému ale stále zůstal v držbě,
3. obranný list – výzva nejvyššího purkrabího, aby povinný statek vydal; pokud neuposlechl, byl stíhán jako odbojník zemskému právu a hrozil mu trest smrti,
4. panování – oprávněný třikrát navštívil statek povinného a vzal si tolik obilí a dobytka, kolik bylo potřeba k umoření úroků z dluhu povinného,
5. odhádání – úřední odhad ceny nemovitosti povinného,
6. vdědění (panování skutečné) – oprávněný skutečně převzal statek povinného a od jeho poddaných přijal slib člověčenství.